# Gene Gerrard
Gene Gerrard (31 de agosto de 1892 – 1 de junio de 1971) fue un actor teatral y cinematográfico de nacionalidad británica. 
Nacido en Clapham, Londres, Inglaterra, su verdadero nombre era Eugene O'Sullivan. Antes de iniciar su carrera artística, trabajaba en la sastrería de su padre en el centro de Londres. Debutó en el género de la revista en el Alhambra Theatre de Londres en 1910. Su primer contacto con el cine tuvo lugar en 1912 trabajando para el estudio Hepworth Company, todo ello antes de cumplir servicio durante la Primera Guerra Mundial.
También director y guionista, protagonizó diferentes comedias musicales de carácter ligero, aunque en los años 1930 decidió volver a su actividad teatral.
Gene Gerrard falleció en 1971 en Sidmouth, Inglaterra.

## Filmografía

### Actor
| - Let's Love and Laugh (1931) - Out of the Blue (1931) - The Wife's Family (1931) - Brother Alfred (1932) - Let Me Explain, Dear (1932) - Lucky Girl (1932) - The Love Nest (1933) - Leave It to Me (1933) - It's a Bet (1935) - Royal Cavalcade (1935) | - Joy Ride (1935) - The Guv'nor (1935) - There Goes Susie (1935) - No Monkey Business (1935) - Faithful (1936) - Such Is Life (1936) - Where's Sally? (1936) - Wake Up Famous (1937) - Glamour Girl (1938) |

### Director
| - Out of the Blue (1931) - Lucky Girl (1932) - Let Me Explain, Dear (1931) | - Wake Up Famous (1937) - It's in the Blood (1938) |

### Guionista
| - Let Me Explain, Dear (1932) - Lucky Girl (1932) | - The Love Nest (1933) - Leave It to Me (1933) |